# No Mercy (2006)
No Mercy (2006) foi um evento pay-per-view realizado pela World Wrestling Entertainment, ocorreu no dia 8 de outubro de 2006 na RBC Center, na cidade de Raleigh, Carolina do Norte. Esta foi a nona edição da cronologia do No Mercy.

## Resultados
| #                              | Lutas | Estipulação                                              | Tempo |
| ------------------------------ | --- | -------------------------------------------------------- | ----- |
| Dark                           | Jimmy Wang Yang derrotou Sylvan.                                                                                  | Singles match                                            | N/A   |
| 1                              | Matt Hardy derrotou Gregory Helms.                                                                                | Singles match                                            | 13:07 |
| 2                              | Paul London e Brian Kendrick (c) (com Ashley Massaro) derrotaram K.C. James e Idol Stevens (com Michelle McCool). | Tag Team match pelo WWE Tag Team Championship            | 09:35 |
| 3                              | MVP derrotou Marty Garner.                                                                                        | Singles match                                            | 02:28 |
| 4                              | Mr. Kennedy derrotou The Undertaker por desqualificação.                                                          | Singles match                                            | 20:34 |
| 5                              | Rey Mysterio derrotou Chavo Guerrero (com Vickie Guerrero).                                                       | Falls Count Anywhere match                               | 12:10 |
| 6                              | Chris Benoit derrotou William Regal por submissão.                                                                | Singles match                                            | 11:16 |
| 7                              | King Booker (c) (com Queen Sharmell) derrotou Bobby Lashley, Batista e Finlay.                                    | Fatal Four Way match pelo World Heavyweight Championship | 16:52 |
| (c) Campeão(s) antes das lutas | |                                                          |       |